# Pattinaggio artistico a rotelle ai IV World Skate Games
Le competizioni di pattinaggio artistico a rotelle ai IV World Skate Games si sono svolte dal 8 al 21 settembre 2024 a Rimini, in Italia. 

## Podi

### Senior

#### Uomini Senior
| Evento             | Oro                        | Argento                | Bronzo                  |
| Pattinaggio libero | Alessandro Liberatore      | Diogo Craveiro         | Lucas Yanez Peres       |
| Solo dance         | Gherardo Altieri De Grassi | Bryan Carreno Ceballos | Giorgio Casella         |
| Inline             | Collin Motley              | Chen Yi-Fan            | David Gutiérrez Bollaìn |

#### Donne Senior
| Evento             | Oro                   | Argento                    | Bronzo             |
| Pattinaggio libero | Benedetta Altezza     | Gioia Fiori                | Elna Frances Marin |
| Solo dance         | Roberta Sasso         | Natalia Baldizzone Morales | Asya Sofia Testoni |
| Inline             | Paula Romaguera Pèrez | Sofia Ciacia               | Alessia Bilancioni |

#### Misto Senior
| Evento         | Oro    | Argento    | Bronzo    |
| Coppia         | Italia | Italia     | Italia    |
| Danza          | Italia | Italia     | Italia    |
| Precisione     | Italia | Germania   | Argentina |
| Piccoli gruppi | Spagna | Italia     | Spagna    |
| Grandi gruppi  | Spagna | Italia     | Spagna    |
| Quartetti      | Spagna | Portogallo | Italia    |

### Junior

#### Uomini Junior
| Evento             | Oro                     | Argento                 | Bronzo        |
| Pattinaggio libero | Guillermo Gomez Correas | Unai Cereijo Garcia     | Daniele Ricci |
| Solo dance         | Yuri Allegranti         | Jeshua Folleco Gìgarzon | Victor Castro |

#### Donne Junior
| Evento             | Oro                      | Argento         | Bronzo            |
| Pattinaggio libero | Madalena Rodrigues Costa | Matilde Caputo  | Paula Roman Martì |
| Solo dance         | Mireilla Montilla Sanche | Quinty Van Lare | Alice Vedova      |
| Inline             | Macarena Pitto Gutiérrez | Clara Barattoni | Sofia De Lazzari  |

#### Misto Junior
| Evento     | Oro        | Argento | Bronzo   |
| Coppia     | Italia     | Italia  | Colombia |
| Danza      | Portogallo | Italia  | Colombia |
| Precisione | Argentina  | Italia  | Italia   |
| Quartetti  | Spagna     | Italia  | Spagna   |